# Masakra na Palawanie

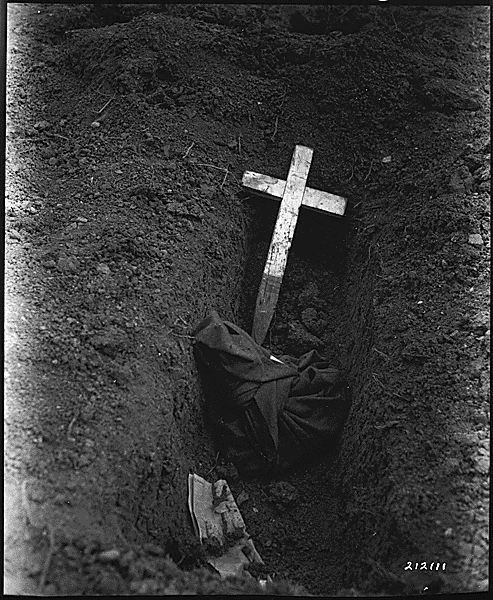
Szczątki zamordowanych jeńców ekshumowane po wyzwoleniu Palawanu, marzec 1945

Masakra na Palawanie (ang. Palawan Massacre) – zbrodnia wojenna popełniona przez żołnierzy Cesarskiej Armii Japońskiej 14 grudnia 1944 roku, w trakcie wojny na Pacyfiku, w obozie jenieckim w pobliżu Puerto Princesa na wyspie Palawan w Archipelagu Filipińskim. Jej ofiarą padło 139 amerykańskich jeńców wojennych.
Japończycy podjęli decyzję o wymordowaniu jeńców pod wpływem błędnych informacji swego wywiadu, iż amerykańska flota inwazyjna zmierza w kierunku Palawanu. Pod pretekstem rzekomego alarmu przeciwlotniczego jeńców wpędzono do uprzednio przygotowanych schronów, które następnie oblano benzyną i podpalono. Uciekających wybijano ogniem karabinów i broni maszynowej. Niektóre ofiary były przed śmiercią torturowane. Z masakry ocalało jedenastu Amerykanów. Dzięki pomocy filipińskich partyzantów zostali oni ewakuowani z wyspy.
Masakra na Palawanie była jedną z przyczyn, dla których niedługo później amerykańskie dowództwo zdecydowało się przeprowadzić operacje ratunkowe w japońskich obozach w Cabanatuan i Los Baños.

## Obóz jeniecki w Puerto Princesa

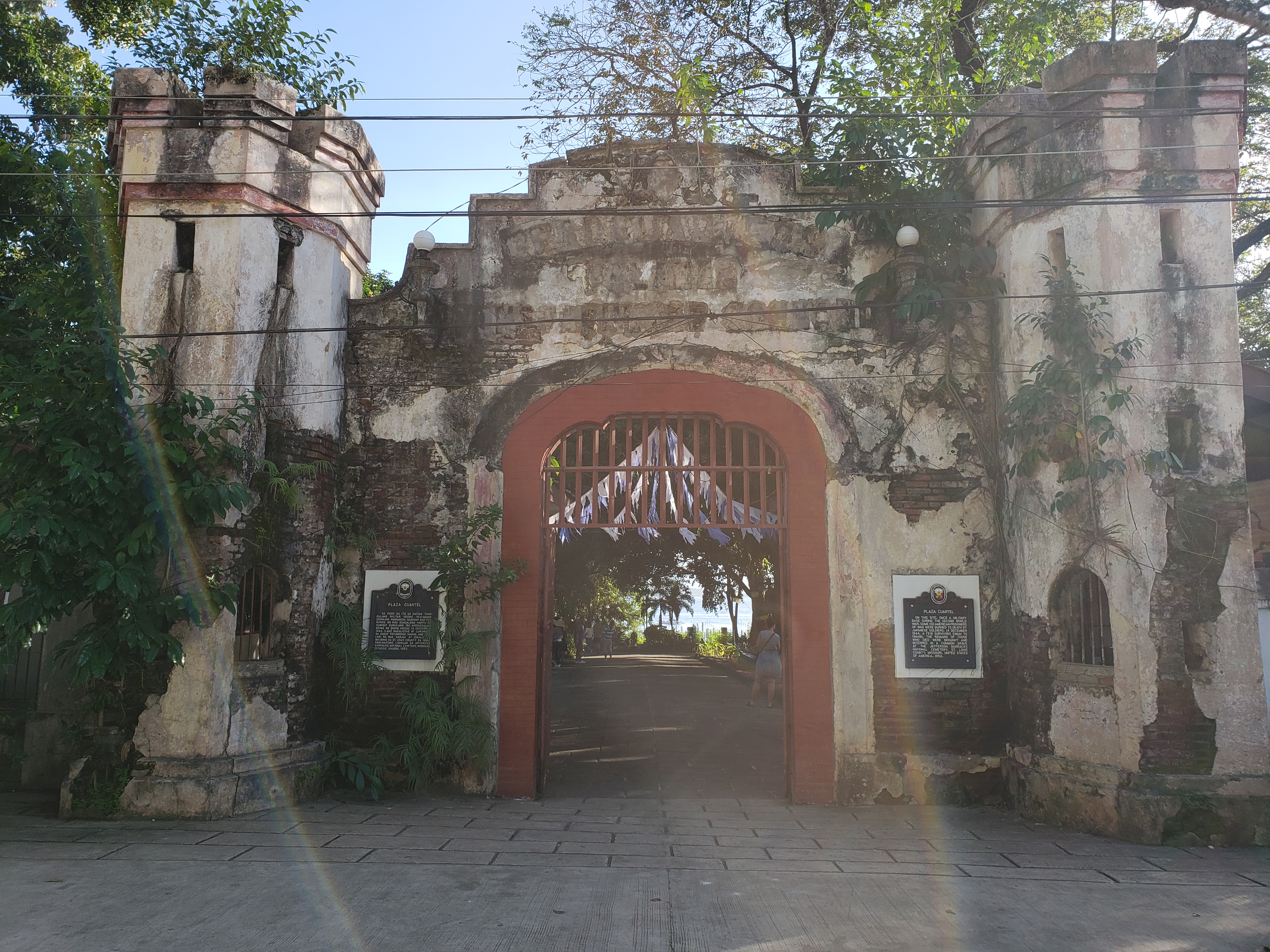
Brama prowadząca na teren byłego obozu jenieckiego (obecnie park Plaza Cuartel w Puerto Princesa)

24 lipca 1942 roku z obozu jenieckiego w Cabanatuan na filipińskiej wyspie Luzon zabrano około 300 amerykańskich jeńców wojennych. Japończycy zawieźli ich najpierw do więzienia Bilibid w Manili. 29 lipca jeńców, w liczbie 346, zabrano do portu i ulokowano w ładowni statku „Sanko Maru”. Za pośrednictwem tłumacza Japończycy zapowiedzieli, że Amerykanie będą przez trzy miesiące pracować poza Luzonem. Obiecali jednocześnie, że jeńcy trafią do miejsca, w którym otrzymają „amerykańskie jedzenie”, a warunki będą „bardzo przyjemne”.
W porównaniu z innymi japońskimi „piekielnymi statkami” na „Sanko Maru” panowały znośne warunki. Rejs trwał trzy dni. 1 sierpnia jeńców wyokrętowano w Puerto Princesa na wyspie Palawan. Zostali rozmieszczeni w zrujnowanych barakach, które przed wojną zajmowali filipińscy policjanci. Obóz ten był znany pod nazwą Camp 10-A lub Palawan Barracks. Leżał na skraju wysokiego na około 15 metrów klifu, u którego podnóża rozciągała się koralowa plaża, a za nią wody zatoki Puerto Princesa.
Przez osiem dni Amerykanie urządzali swój obóz. Następnie skierowano ich do pracy przy budowie japońskiego lotniska wojskowego. Warunki panujące na placu budowy były bardzo ciężkie. Japończycy nie przydzielili jeńcom żadnego ciężkiego sprzętu, stąd wszystkie prace musiały być wykonywane przy użyciu prymitywnych narzędzi: kilofów, młotów, toporów, łopat. Do wywozu ziemi i koralowca używano wyłącznie taczek. Trudne warunki bytowe i sanitarne panowały także w obozie jenieckim. Wyżywienie, które otrzymywali jeńcy, ograniczało się do wydawanych raz dziennie racji zarobaczonego ryżu oraz zupy ze słodkich ziemniaków. Wielu Amerykanów zapadło na choroby, takie jak malaria, pelagra, beri-beri, czy tropikalne wrzody. Obozowi lekarze mieli ograniczone możliwości przyjścia pacjentom z pomocą, gdyż Japończycy nie udostępnili im praktycznie żadnych lekarstw. Jeńcy byli bardzo brutalnie traktowani przez strażników. W historii obozu miało miejsce kilka mniej lub bardziej udanych prób ucieczek. W niektórych wypadkach schwytani uciekinierzy byli zabijani.
Budowa lotniska zajęła blisko 27 miesięcy. W tym czasie z powodu niedożywienia, chorób, wyczerpania i brutalnego traktowania zmarło około 50 jeńców. Ubytki spowodowane zgonami, ucieczkami lub koniecznością odesłania jeńców, którzy stracili zdolność do pracy, Japończycy uzupełniali, przywożąc z Luzonu nowych jeńców.

## Amerykańskie naloty i budowa schronów
W sierpniu 1944 roku budowa lotniska została zasadniczo zakończona. 8 września dotychczasowego komendanta, kpt. Hitoshiego Kinoshitę, zastąpił por. Yoshikazu Sato, któremu jeńcy nadali wkrótce przydomek „Myszołów”. Wraz z byłym komendantem obóz opuściła dotychczasowa załoga. Dwa tygodnie później 150 lub 159 jeńców zabrano do Manili. Tym samym liczba Amerykanów więzionych na Palawanie zmniejszyła się do 150 (4 oficerów oraz 146 podoficerów i szeregowców). Nowo przybyli strażnicy traktowali jeńców z jeszcze większą brutalnością, niż poprzednia załoga. Wkrótce Amerykanom obcięto też racje żywnościowe. Pod koniec września gen. Shiyoku Kou – zwierzchnik wszystkich obozów jenieckich na Filipinach, rozkazał, aby pozostałych 150 jeńców również ewakuować z Palawanu. Z niejasnych przyczyn rozkaz ten nie został jednak wykonany.
19 października lotnisko zostało po raz pierwszy zbombardowane przez amerykańskie samoloty. Od tej pory naloty odbywały się bardzo często. Jeńcy byli zmuszani do pracy przy naprawie zniszczeń spowodowanych przez amerykańskie bomby. Strażnicy bili ich i maltretowali, wyładowując w ten sposób frustrację spowodowaną pogarszającą się sytuacją militarną. Niemniej jeńcy zdołali przekonać Japończyków, aby na dachach baraków umieścić napisy w języku angielskim o treści: „Amerykański obóz jeniecki”. Środek ten okazał się skuteczny, gdyż lotnicy nie podejmowali ataków na obiekty obozowe. Japończycy wykorzystali ten fakt, ukrywając pod barakami część swych zapasów.
Niemniej w listopadzie Japończycy rozkazali jeńcom przystąpić do budowy schronów przeciwlotniczych. W obrębie obozu jenieckiego wykopano wtedy trzy długie rowy o głębokości 1,5 metra i szerokości 1,2 metra. Największy, tzw. schron „A”, mógł pomieścić 50 osób. Schrony „B” i „C” mogły natomiast pomieścić odpowiednio 35 oraz 25–30 osób. Od wierzchu pokryto je pniami palmy kokosowej, deskami oraz warstwą ziemi. Na terenie obozu wykopano ponadto szereg mniejszych schronów, zdolnych pomieścić 2–3 osoby.
Wejścia do schronów były bardzo wąskie, a wymiary tak niewielkie, iż wewnątrz jeńcy musieli siedzieć skuleni, z kolanami podciągniętymi pod brodę. Japońskie rozkazy mówiły wyraźnie, że duże schrony mogą mieć tylko jedno wejście. Grupa jeńców pracujących przy budowie schronu „C” zlekceważyła jednak to polecenie. W tajemnicy wykopali drugie wejście, a w zasadzie niewielki tunel, który prowadził poza ogrodzony drutem kolczastym teren obozu. Dla niepoznaki zasłonili jego wylot głazem oraz przysypali piętnastocentymetrową warstwą ziemi.

## Masakra jeńców wojennych

### Geneza
Jeden z ocalałych, Douglas Bogue, twierdził, że pewien japoński strażnik zapowiedział jeńcom, że zostaną zabici, jeżeli amerykańskie wojska wylądują na Palawanie. Większość jeńców nie uwierzyła jednak w te słowa.
10 grudnia 1944 roku japoński posterunek w Surigao na północnym skraju wyspy Mindanao dostrzegł potężny amerykański konwój, który zmierzał w kierunku zachodnim. Wysłane na rozpoznanie samoloty potwierdziły, że jest to flota inwazyjna, osłaniana przez lotniskowce i pancerniki. Celem Amerykanów była wyspa Mindoro. Gdy jednak konwój wpłynął na Morze Sulu i obrał kurs na północny zachód, Japończycy nabrali błędnego przekonania, że flota inwazyjna zmierza na Palawan. Miejscowemu garnizonowi bezzwłocznie przekazano ostrzeżenie o zbliżającej się inwazji.
Od jesieni 1944 roku za obronę lotniska pod Puerto Princesa odpowiadał 131. batalion 2. Dywizji Lotniczej. 12 grudnia jego dowódca kpt. Nagayoshi Kojima wysłał depeszę radiową do dowódcy dywizji gen. Seiichiego Terady, w której informował, że „tubylcy z okolic lotniska przejawiają wrogie nastawienie”, a nawet dokonują napadów na japońskich żołnierzy, w związku z czym planowana jest ich „likwidacja”. Poprosił jednocześnie o wytyczne w sprawie postępowania z jeńcami w przypadku amerykańskiej inwazji. Jako że 131. batalion został oddany pod komendę Terady stosunkowo niedawno i wbrew jego woli, generał zasięgnął wpierw opinii swojego przełożonego, tj. dowódcy 4. Armii Lotniczej gen. Kyojiego Tominagi. Następnie działając z jego upoważnienia wysłał na Palawan depeszę, w której zaznaczając, że kwestia podległości 131. batalionu jest wciąż rozpatrywana, upoważnił jego dowódcę do „zlikwidowania tubylców w sposób, jaki uzna za stosowny”. W odniesieniu do drugiej kwestii polecił natomiast, iż „w chwili lądowania nieprzyjaciela jeńcy – o ile żywią wrogie nastawienie, powinni w dogodnym momencie zostać zlikwidowani”.
Kojima otrzymał powyższą odpowiedź 13 grudnia w godzinach wieczornych. Natychmiast wezwał na odprawę swoich oficerów. Opracowano wtedy plan wymordowania jeńców. Ustalono, że w masakrze udział wezmą 1. i 2. pluton 131. batalionu, a także grupa żołnierzy 3. plutonu. Szeregowym żołnierzom przekazano stosowne rozkazy następnego dnia około południa.

### Przebieg

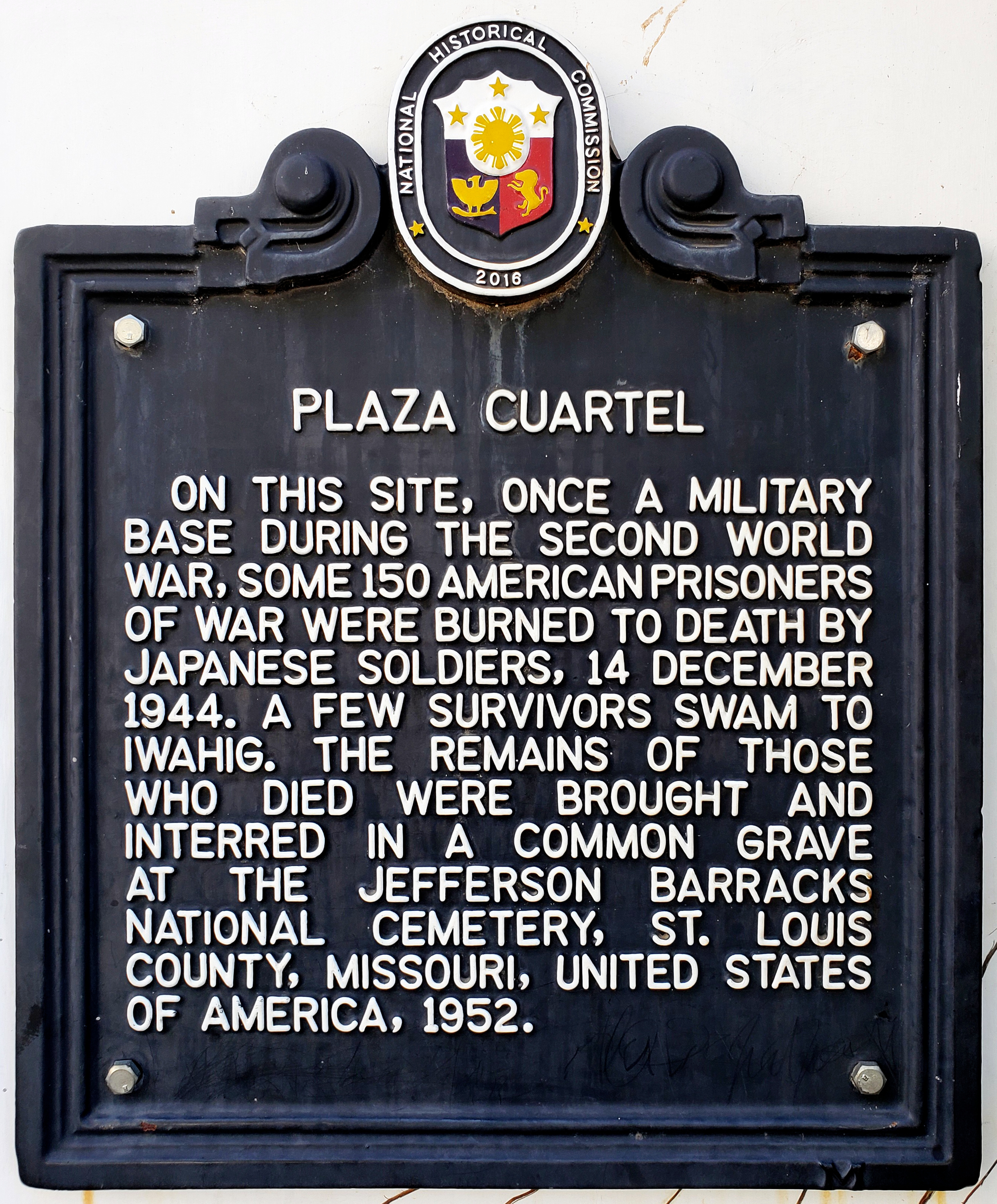
Pamiątkowa tablica przy wejściu do Plaza Cuartel

14 grudnia około godziny 2:00 nad ranem Japończycy obudzili jeńców i rozkazali im udać się na lotnisko, do pracy przy naprawie zniszczeń spowodowanych nalotami. Amerykanie zauważyli, że liczba strażników była większa niż zazwyczaj, w dodatku zdradzali oni wyraźne oznaki zdenerwowania. Ich nerwowość udzieliła się także jeńcom, aczkolwiek nadal nie byli oni świadomi zamiarów Japończyków. Spodziewali się raczej, że lada chwila nastąpi amerykański desant, a obóz zostanie wyzwolony. W przekonaniu tym utwierdził ich komendant Sato, który pojawiwszy się na lotnisku o godzinie 11:00, wezwał wszystkich jeńców i ogłosił: „Amerykanie, dni waszej pracy się skończyły”. Zaraz potem strażnicy rozkazali jeńcom powrócić do obozu.
Około południa, niedługo po tym, jak jeńcy powrócili do obozu, na niebie pojawiły się dwa amerykańskie myśliwce P-38 Lightning. Na dźwięk kościelnego dzwonu ogłaszającego alarm przeciwlotniczy, Japończycy rozkazali jeńcom natychmiast udać się do schronów. Gdy obie maszyny odleciały, Amerykanie zaczęli wychodzić ze schronów, jednakże Japończycy rozkazali im pozostać w ich bezpośrednim sąsiedztwie – rzekomo ze względu na otrzymaną informację o zbliżającej się do Palawanu dużej grupie bombowców. Około godziny 14:00 ponownie rozległ się sygnał alarmu przeciwlotniczego, a strażnicy pośpiesznie zagnali jeńców z powrotem do schronów. Z powodu tłoku i upału wkrótce zaczęło brakować powietrza, stąd jeńcy zaczęli krzyczeć, domagając się pozwolenia na wyjście na zewnątrz. W odpowiedzi Japończycy rozkazali im pozostać w schronach. Chwilę później, około godziny 14:30, ku kompletnemu zaskoczeniu Amerykanów na teren obozu wbiegło około 50–60 japońskich żołnierzy z kanistrami benzyny i zapalonymi pochodniami. Japończycy, którymi dowodził por. Sato, zaczęli oblewać schrony benzyną i podkładać ogień. Do niektórych schronów wrzucono także granaty. Jako pierwszy został zaatakowany schron „A”, następnie schrony „B” i „C”. Załoga karabinu maszynowego, który ustawiono na werandzie głównego budynku obozowego, otworzyła ogień do jeńców, którzy usiłowali się wydostać z płonących schronów. Do masakry włączyli się także pozostali żołnierze 131. batalionu. Uciekających Amerykanów zabijali strzałami karabinowymi, ciosami bagnetów lub uderzeniami kolb karabinowych.
Doktor Carl Mango, obozowy lekarz, zdołał wydostać się ze schronu, mimo że jego ubranie zajęło się ogniem. Z okrzykiem „Opamiętajcie się, na Boga, opamiętajcie się” ruszył w kierunku Japończyków, usiłując ich powstrzymać przed dalszym zabijaniem. Niemal natychmiast został jednak ścięty serią karabinu maszynowego. Chwilę później por. Sato własnoręcznie oblał benzyną i podpalił jego zwłoki. Sato zastrzelił także leżącego na noszach sierż. Jamesa Stidhama – jeńca, który kilka tygodni wcześniej został sparaliżowany na skutek ran odniesionych w czasie amerykańskiego nalotu.
Miały miejsce akty oporu. Douglas Bogue był świadkiem, jak jeden z amerykańskich żołnierzy wyrwał karabin strażnikowi i go zastrzelił, jednakże chwilę później drugi Japończyk zadał mu śmiertelny cios bagnetem w plecy. Inny jeniec, cały w płomieniach, wydostał się ze schronu, po czym skoczył na jednego z Japończyków i objął go tak mocnym uściskiem, że ten również zajął się ogniem. Wrynn podaje, że nawet kilku Japończyków mogło zostać zabitych przez rozpaczliwie broniących się jeńców.
W schronie „C”, który został zaatakowany jako ostatni, grupa jeńców zdołała przekopać się przez zapasowe wyjście i wydostać się poza teren obozu. Pewnej liczbie Amerykanów udało się także uciec z pozostałych schronów, a następnie przedrzeć się przez otaczające obóz ogrodzenie z drutu kolczastego. Około 30–40 jeńców znalazło się w ten sposób na rozciągającej się w pobliżu obozu plaży. Niektórzy usiłowali natychmiast przepłynąć na drugi brzeg zatoki, byli jednak wybijani przez japońskich strzelców z krążącej przy brzegu barki. Do pozostałych uciekinierów strzelano z górującego nad plażą klifu.
Po pewnym czasie grupa Japończyków zeszła na plażę, aby dobić rannych i wyszukać uciekinierów, którzy ukrywali się wśród skał. Obławie, która trwała około 3–4 godziny, towarzyszyło wiele aktów okrucieństwa. Ranni jeńcy byli bici na śmierć, zakłuwani bagnetami, oblewani benzyną i podpalani. Glenn McDole był świadkiem tortur, którym poddano jednego z Amerykanów. Japońscy żołnierze skłuli ofiarę bagnetami, następnie kolejno oblewali benzyną i podpalali jej stopy oraz dłonie, a na koniec oblali benzyną i podpalili całe ciało. Na martwych zwłokach ćwiczyli później pchnięcia bagnetem. Inny ocalały, Eugene Nielsen, był świadkiem, jak Japończycy schwytali około dwunastu jeńców, którzy ukryli się u podnóża klifu. Aby przedłużyć ich agonię i spowodować większe cierpienia, żołnierze strzelali im w okolice brzucha lub zadawali tam ciosy bagnetem. Na terenie obozu jeden z rannych jeńców został ścięty mieczem przez dowódcę 2. plutonu chor. Yamamoto.
Masakra zakończyła się dopiero po zmroku. W obozie Japończycy zebrali wszystkie zwłoki i wrzucili je do rowów przeciwlotniczych. Następnie ponownie podłożyli ogień, a także wrzucili do schronów granaty i laski dynamitu. Usiłowali w ten sposób upozorować, że jeńcy zginęli w amerykańskim nalocie. Filipińscy świadkowie twierdzili, że jeszcze tej samej nocy kpt. Kojima i jego oficerowie wraz z funkcjonariuszami miejscowej placówki Kempeitai urządzili przyjęcie, aby uczcić swój „sukces”.
W dzienniku nieznanego z nazwiska japońskiego podoficera, odnalezionym po wyzwoleniu Palawanu, pod datą 15 grudnia 1944 znalazł się następujący zapis:

Ze względu na niespodziewaną zmianę sytuacji 150 jeńców wojennych zostało zabitych. Ci którzy zdołali uciec, zostali tego ranka odnalezieni w rowie przeciwlotniczym w Puerto Princesa i zastrzeleni. Zginęli naprawdę okropną śmiercią. Jeńcy, którzy byli zatrudnieni w warsztacie naprawczym, pracowali naprawdę ciężko. Od dzisiaj nie usłyszę już znajomego pozdrowienia „Dzień dobry, starszy sierżancie!”

### Liczba ofiar i ocalałych

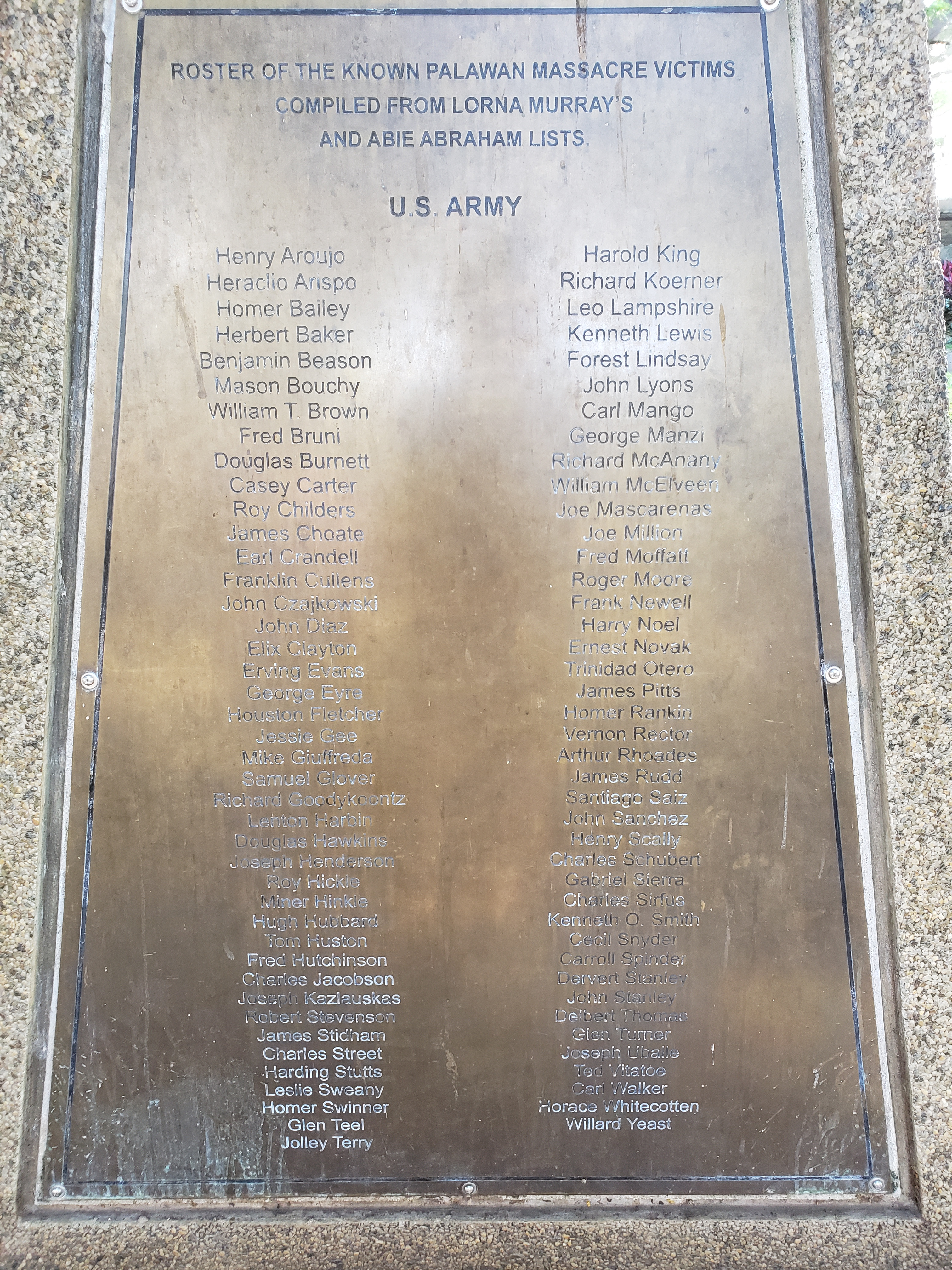
Jedna z tablic na pomniku upamiętniającym ofiary masakry, zawierająca nazwiska zamordowanych żołnierzy US Army. Plaza Cuartel

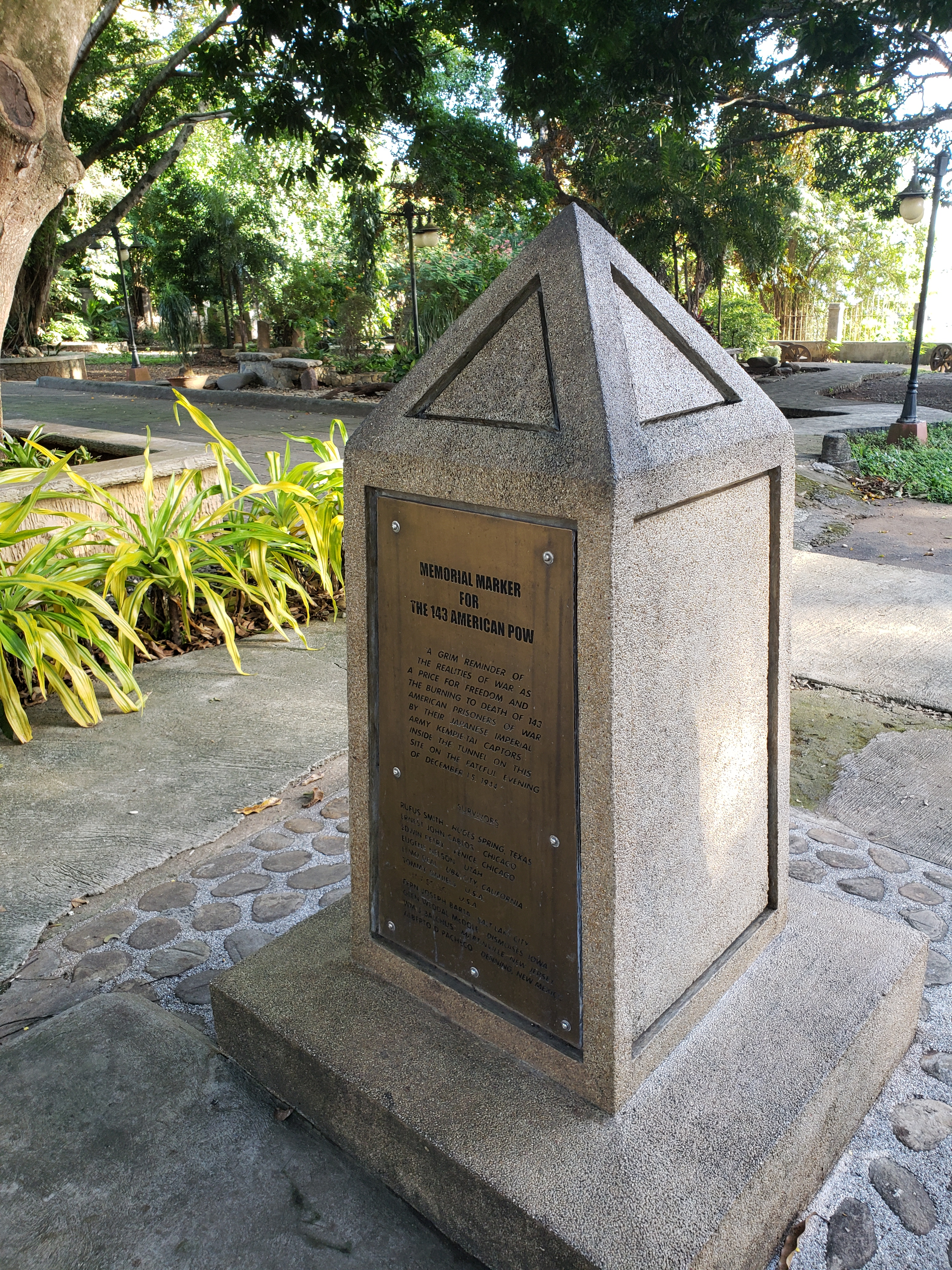
Pomnik w Plaza Cuartel, poświęcony jeńcom ocalałym z masakry

W masakrze zginęło 139 amerykańskich jeńców. W starszych źródłach liczbę ofiar szacowano niekiedy na 145.
Co najmniej kilkunastu jeńców zdołało przeżyć pierwszą fazę masakry. Kilku ukryło się w odpływie kanalizacyjnym, pozostali w niewielkiej jaskini, pod stosem śmieci, w przybrzeżnych zaroślach lub w rozciągającej się blisko obozu dżungli. Po odejściu Japończyków ci uciekinierzy, którzy nie odnieśli zbyt poważnych ran, usiłowali pojedynczo lub małymi grupkami przepłynąć na drugą stronę zatoki Puerto Princesa. Ostatni z nich Glen McDole, uczynił to w nocy z 17 na 18 grudnia. Przepłynąwszy zatokę, ocalali docierali do kolonii karnej Iwahig, gdzie pomocy udzielili im filipińscy strażnicy – w większości powiązani z ruchem oporu. Jeden z uciekinierów, Elmo Deal, zbiegł w głąb dżungli, gdzie po pewnym czasie odnaleźli go przyjaźnie nastawieni Filipińczycy.
Ostatecznie ocalało 11 jeńców. Filipińscy partyzanci zabrali ich do Brooke's Point w południowej części wyspy. 6 stycznia 1945 roku sześciu ocalałych ewakuowała stamtąd wezwana drogą radiową amerykańska łódź latająca PBY Catalina. Kolejnych trzech uciekinierów ewakuowano w ten sam sposób 21 stycznia. Dzięki zeznaniom ocalałych jeńców amerykański wywiad i dowództwo już na początku stycznia 1945 roku poznały prawdę o masakrze, do której doszło na Palawanie.
Informacja o zbrodni pocztą pantoflową dotarła także do obozu w Cabanatuan, wywołując wśród tamtejszych jeńców obawy o własne życie.

## Epilog
Mord na jeńcach z Palawanu uświadomił amerykańskiemu dowództwu, w jak dużym niebezpieczeństwie znajdują się jeńcy, którzy nadal przebywają w innych obozach jenieckich na Filipinach. 30 stycznia 1945 roku 6. batalion rangersów, wsparty przez filipińskich partyzantów, przeprowadził rajd w głąb okupowanego przez Japończyków Luzonu. Rangersi zdobyli wtedy obóz jeniecki w Cabanatuan, uwalniając ponad 500 jeńców, w większości Amerykanów. Z kolei 23 lutego tegoż roku niespodziewanym desantem spadochronowym zdobyto obóz w Los Baños, uwalniając ponad 2 tys. internowanych cywilów różnych narodowości.
W marcu 1945 roku, krótko po wyzwoleniu Palawanu, żołnierze amerykańskiej 601. kompanii kwatermistrzowskiej przeprowadzili prace ekshumacyjne na terenie byłego obozu jenieckiego. Odnaleźli wtedy 79 szkieletów, z czego 26 znajdowało się w jednej mogile. Na podstawie oględzin zwłok, które znaleziono w dwóch schronach leżących najbliżej klifu, uznano, że niektóre ofiary zginęły, gdy próbowały własnymi rękoma wykopać wyjście na powierzchnię.
Dwa miesiące później rząd USA za pośrednictwem neutralnej Szwajcarii zgłosił oficjalny protest do rządu Japonii. Ten oświadczył, że odniesie się do zarzutów po zakończeniu śledztwa, które – jak zapowiedziano – zostanie niezwłocznie wszczęte. Jednakże do dnia kapitulacji Japonii nie nadeszła żadna odpowiedź.

## Odpowiedzialność sprawców
Sprawę masakry na Palawanie poruszono w trakcie procesu japońskich przywódców, który toczył się przed Międzynarodowym Trybunałem Wojskowym dla Dalekiego Wschodu w Tokio. W wyroku z 4 listopada 1948 roku opisano ten mord jako „wyjątkowo okrutny i dokonany z premedytacją”.
Wielu bezpośrednich sprawców nie zostało pociągniętych do odpowiedzialności karnej, gdyż polegli w czasie walk o wyspę lub zdołali skutecznie się ukryć. Między innymi nie udało się odnaleźć kpt. Nagayoshiego Kojimy oraz dowódcy kompanii garnizonowej por. Sho Yoshiwary. Z tego powodu wśród osób, które postawiono później w stan oskarżenia w związku z masakrą, znalazło się stosunkowo wielu wyższych rangą oficerów, którzy nie mieli z nią bezpośredniego związku, lecz których uznano za współodpowiedzialnych z racji ich pozycji w łańcuchu dowodzenia.
Pod zarzutem udziału w masakrze i/lub złego traktowania jeńców w obozie Camp 10-A zatrzymano 33 japońskich oficerów i żołnierzy. Ostatecznie tylko szesnastu stanęło jednak przed sądem. Ich proces rozpoczął się 2 sierpnia 1948 roku przed amerykańskim trybunałem wojskowym w Jokohamie. W charakterze świadków wystąpili niektórzy z ocalałych jeńców. Ostatecznie sześciu oskarżonych uniewinniono, a pozostałych dziesięciu usłyszało wyroki skazujące. Wśród skazanych znaleźli się:
- gen. Seiichi Terada, dowódca 2. Dywizji Lotniczej. Wyrokiem z 8 listopada 1948 roku został skazany na karę dożywotniego więzienia[63].
- gen. Kizo Mikama, dowódca 4. Dywizji Lotniczej. Został skazany na karę 12 lat więzienia[64].
- ppłk. Mamoru Fushimi, dowódca 11. sektora 4. Armii Lotniczej. Został skazany na karę 10 lat więzienia[64].
- sierż. Taichi Deguchi, komendant placówki Kempeitai na Palawanie, będący postrachem amerykańskich jeńców. Wyrokiem z 8 listopada 1948 roku został skazany na karę śmierci[63]. W drodze łaski gen. Douglas MacArthur, głównodowodzący alianckich wojsk okupacyjnych w Japonii, zmniejszył jednak karę do 30 lat więzienia[65].
- sierż. Toru Ogawa ze 131. batalionu, który w czasie masakry dowodził barką, z której strzelano do uciekających jeńców. Wyrokiem z 23 marca 1949 roku został skazany na karę 2 lat więzienia, jednakże ze względu na fakt, że na poczet kary zaliczono czas, który spędził w areszcie, wyrok zmniejszono do 14,5 miesiąca więzienia[5].
- st. szer. Tomisaburo Sawa ze 131. batalionu, który przyznał się do zabicia co najmniej trzech jeńców podczas masakry. Wyrokiem z 29 marca 1949 roku został skazany na karę 5 lat więzienia, jednakże ze względu na fakt, że na poczet kary zaliczono czas, który spędził w areszcie, wyrok zmniejszono do 3,5 roku więzienia[5][66].
- Manichi Nishitani, główny kucharz obozu, który wielokrotnie znęcał się nad więźniami. Został skazany na karę 5 lat więzienia[64].

Pozostali skazani usłyszeli wyroki w wymiarze od dwóch do pięciu lat więzienia.
31 grudnia 1958 roku wszyscy Japończycy, którzy odbywali kary więzienia zasądzone za zbrodnie popełnione w czasie wojny na Pacyfiku, zostali zwolnieni na mocy amnestii.

## Upamiętnienie

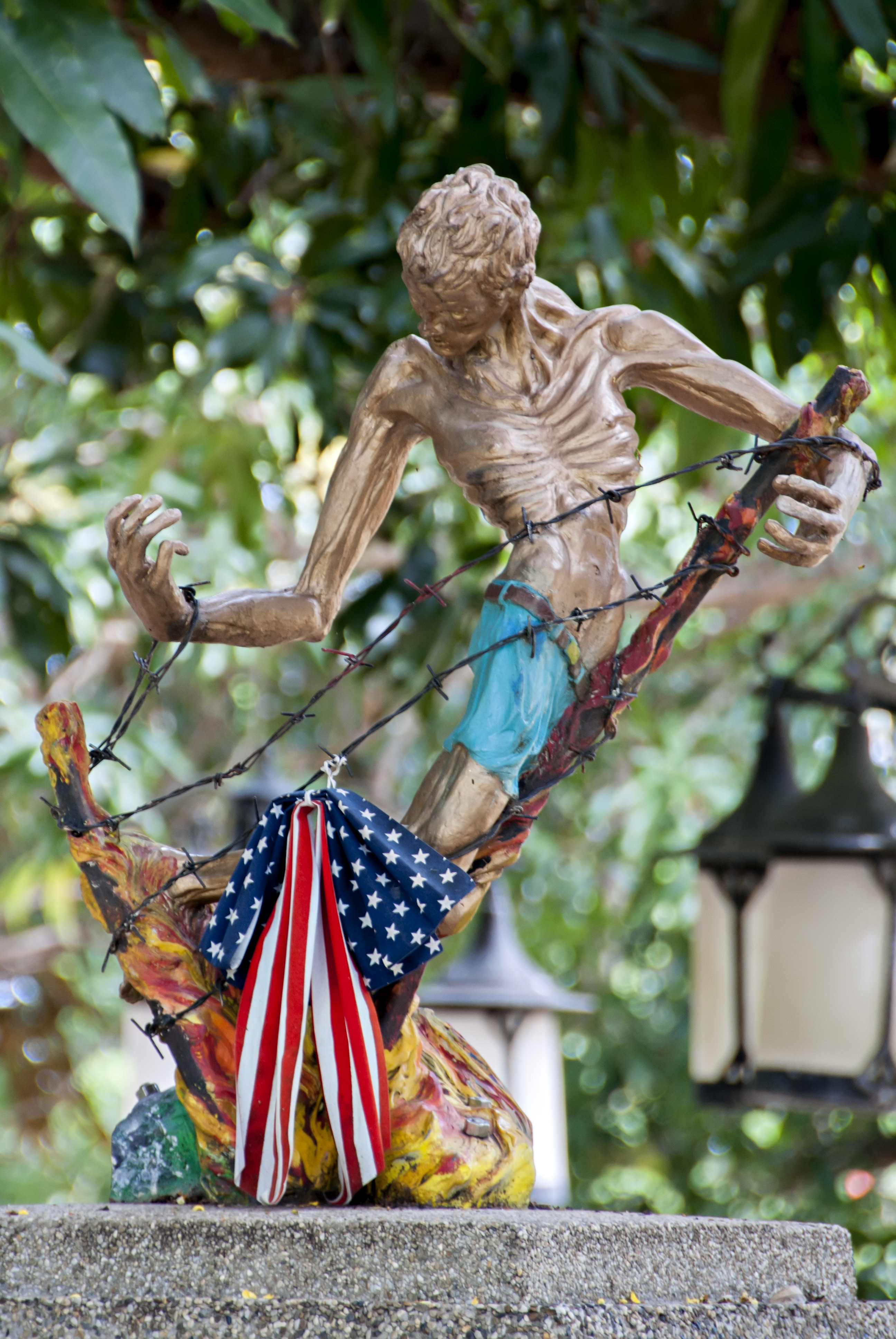
Fragment pomnika w Plaza Cuartel, upamiętniającego zamordowanych jeńców

Udało się odnaleźć szczątki 123 ofiar masakry. 14 lutego 1952 roku zostały one pogrzebane w zbiorowej mogile na terenie Jefferson Barracks National Cemetery w amerykańskim stanie Missouri (sekcja 85). Zwłok pozostałych 16 ofiar nie udało się odnaleźć.
4 października 2003 roku na masowej mogile został odsłonięty nowy nagrobek. Znajdująca się na nim inskrypcja informuje bardziej szczegółowo o wydarzeniach z 14 grudnia 1944 roku. W uroczystości wzięło udział dwóch weteranów ocalałych z masakry: Glenn McDole i Eugene Nielsen, a także krewni i przyjaciele ofiar.
Na terenie Plaza Cuartel – parku w Puerto Princesa wzniesionego w miejscu dawnego obozu jenieckiego – znajduje się pomnik upamiętniający ofiary masakry. Został odsłonięty 25 września 2009 roku. Ma wysokość 1,8 metra i kształt piramidy ze ściętym wierzchołkiem, na którym znajduje się rzeźba przedstawiająca żołnierza przedzierającego się przez drut kolczasty. Autorem rzeźby jest Don Schloat, który w czasie wojny był jeńcem obozu na Palawanie, aczkolwiek nie był tam obecny w czasie masakry 14 grudnia 1944 roku. Na ścianach monumentu znajdują się trzy wykonane z brązu tablice, na których wyryto m.in. nazwiska ofiar.
Nieopodal pomnika ku czci ofiar znajduje się inny niewielki pomnik (Memorial Marker), również w kształcie piramidy, poświęcony jeńcom, którzy przeżyli masakrę. Znajduje się na nim tablica z brązu, na której wyryto niekompletną listę nazwisk ocalałych.

## Odniesienia w kulturze
Masakrę na Palawanie ukazano w początkowych scenach amerykańskiego filmu wojennego The Great Raid z 2005 roku (tytuł pol. VI Batalion), opowiadającego historię rajdu na Cabanatuan. W filmie tym odpowiedzialność za zbrodnię błędnie przypisano funkcjonariuszom Kempeitai; w rzeczywistości dokonali jej żołnierze japońskiej armii regularnej.